# 平塚紗依
平塚 紗依（ひらつか さえ、2004年10月12日 - ）は、日本の女性声優。東京都出身。大沢事務所所属。

## 来歴
家族が表現することが好きで、生まれた頃から芝居や芸能がすごく身近にあり、その中でもアニメや歌が特に好きだったという。中学生の頃に「自分の好きなものがたくさん詰まった理想の世界が声優さんだな」という思いから事務所のオーディションを受けることを決め、人生初の事務所オーディションを大沢事務所で受けた。合格後は、転校で日本芸術高等学園に入り、3年生から1年間通っていた。
2022年にテレビアニメ『僕とロボコ』のメイコ役でデビュー。2024年に『ひみつのアイプリ』の星川みつき役でダブル主人公の1人として主演する事になった。

## 人物
趣味は映画鑑賞とカラオケ。

## 出演
太字はメインキャラクター。

### テレビアニメ
2022年
- 僕とロボコ（メイコ）
- クレヨンしんちゃん（園児C）
- 夫婦以上、恋人未満。（少女）

2023年
- シャドウバースF（女性）
- はめつのおうこく（クリスタルマヤ）

2024年
- 弱キャラ友崎くん 2nd STAGE（明奈）
- 百千さん家のあやかし王子（子供）
- ひみつのアイプリ（2024年 - 2025年、星川みつき、タマキのアイムゥ） - 2シリーズ
- ブルーアーカイブ The Animation（傭兵バイト）
- しかのこのこのここしたんたん（クラスメイト女子A、華道部、女子生徒A）
- 結婚するって、本当ですか（野々山紀子）

2025年
- Sランクモンスターの《ベヒーモス》だけど、猫と間違われてエルフ娘の騎士として暮らしてます（ララ）
- Re:ゼロから始める異世界生活 3rd season（花嫁）
- ツインズひなひま（ひまり）
- ざつ旅-That's Journey-（鵜木ゆい）
- スライム倒して300年、知らないうちにレベルMAXになってました ～そのに～（女子生徒B）
- Summer Pockets
- 薫る花は凛と咲く（桔梗生徒）

### ゲーム
2024年
- Re:ステージ! プリズムステップ（双葉詩穂）
- ひみつのアイプリ / アイプリバース（2024年 - 2025年、みつき、タマキのアイムゥ） - 2作品
- ハツリバーブ -HAZE REVERB-（王女）
- リバースブルー×リバースエンド（オラス）

2025年
- アズールレーン（サンタフェ）
- クイズRPG 魔法使いと黒猫のウィズ（黄泉歌ノ奏姫）
- ミリオンモンスター（冥哭ノ巫女ミラネア＝ノクト）

2026年
- anemoi（辻倉朱比華）

### ラジオ
※はインターネット配信。
- 渡辺壮亮・浜乃上あぐのRadio GiGS（2023年 - 2025年、超!A&G+※・ニコニコ生放送※）[15]浜乃上あぐ 役[16]）
- 平塚紗依はいつか上手に“さえ”ずりたい！（2025年 - 、『鷲崎健のヨルナイト×ヨルナイト』内、ニコニコ生放送※）[17]

## ディスコグラフィ

### キャラクターソング
| 発売日         | 商品名                                                                      | 歌                                             | 楽曲                         | 備考                                               |
| -------------- | --------------------------------------------------------------------------- | ---------------------------------------------- | ---------------------------- | -------------------------------------------------- |
| 2024年1月31日  | カラリコロリ                                                                | アルシュシュ                                   | 「カラリコロリ」             | 『Re:ステージ！』関連曲                            |
| 2024年1月31日  | カラリコロリ                                                                | アルシュシュ                                   | 「泡白昼夢」                 | 『Re:ステージ！』関連曲                            |
| 2024年1月31日  | カラリコロリ                                                                | アルシュシュ                                   | 「Merry Go Wonder!!」        | 『Re:ステージ！』関連曲                            |
| 2024年8月8日   | Chouchou our vacation！                                                     | アルシュシュ                                   | 「Chouchou our vacation！」  | 『Re:ステージ！』関連曲                            |
| 2024年8月21日  | TVアニメ『ひみつのアイプリ』キャラクターソングミニアルバム VERSE IN SONG 01 | 星川みつき（平塚紗依）                         | 「シークレット・ドリーム」   | テレビアニメ『ひみつのアイプリ』挿入歌             |
| 2024年8月21日  | TVアニメ『ひみつのアイプリ』キャラクターソングミニアルバム VERSE IN SONG 01 | 青空ひまり（藤寺美徳）、星川みつき（平塚紗依） | 「ムテキDUOエナジー」        | テレビアニメ『ひみつのアイプリ』挿入歌             |
| 2024年8月21日  | TVアニメ『ひみつのアイプリ』キャラクターソングミニアルバム VERSE IN SONG 01 | 青空ひまり（藤寺美徳）、星川みつき（平塚紗依） | 「ひみつだけどね」           | テレビアニメ『ひみつのアイプリ』エンディングテーマ |
| 2024年12月25日 | TVアニメ『ひみつのアイプリ』キャラクターソングミニアルバム VERSE IN SONG 02 | シークレットフレンズ∞                          | 「We're The World」          | テレビアニメ『ひみつのアイプリ』挿入歌             |
| 2025年3月26日  | TVアニメ『ひみつのアイプリ』キャラクターソングミニアルバム VERSE IN SONG 03 | 青空ひまり（藤寺美徳）、星川みつき（平塚紗依） | 「アイプリバースイン！」     | テレビアニメ『ひみつのアイプリ』エンディングテーマ |
| 2025年3月29日  | おーぎゅめんと・でいっ！                                                    | ひまり（平塚紗依）、 ひなな（伊駒ゆりえ）      | 「おーぎゅめんと・でいっ！」 | テレビアニメ『ツインズひなひま』オープニングテーマ |